# Головкин, Гавриил Иванович
Граф (с 1707) Гаврии́л (Гаврила) Ива́нович Головки́н (1660 — 25 июля 1734, Москва) — русский государственный деятель, сподвижник Петра Великого, первый канцлер Российской империи (с 1709), первый кабинет-министр (1731—1734). Родоначальник графского рода Головкиных. По учреждении коллегий в 1720 году был назначен президентом Коллегии иностранных дел.

## Происхождение
После брака Натальи Кирилловны с царём Алексеем Михайловичем (1671) в бояре были пожалованы многие её родственники, включая И. С. Головкина (двоюродный брат её матери через Раевских). Его малолетний сын Гаврила также был призван ко двору как троюродный брат новой царицы.
С 1677 года состоял при царевиче Петре Алексеевиче сначала стольником, а впоследствии верховным постельничим. Во время стрелецкого бунта увёз царевича в Троицкий монастырь, после чего пользовался постоянным его доверием. В 1689 году в его ведение перешла Царская мастерская палата.

## При Петре I
Вопреки распространенному с лёгкой руки амстердамского историка заблуждению, он не сопровождал царя в первом путешествии его в чужие края и не работал вместе с ним на верфях в Саардаме. Он вообще не покидал Москвы — сохранились его письма царю того времени. Путаница произошла потому, что Головкина, названого по имени в одном из сохранившихся писем на голландском языке приняли за Г. Меншикова. После смерти Фёдора Головина в 1706 году назначен ведать посольскими делами. Особой инициативы не проявлял, стараясь строго следовать указаниям царя. На протяжении многих лет состоял в конфликте с другими виднейшими дипломатами — П. Шафировым и П. Толстым.

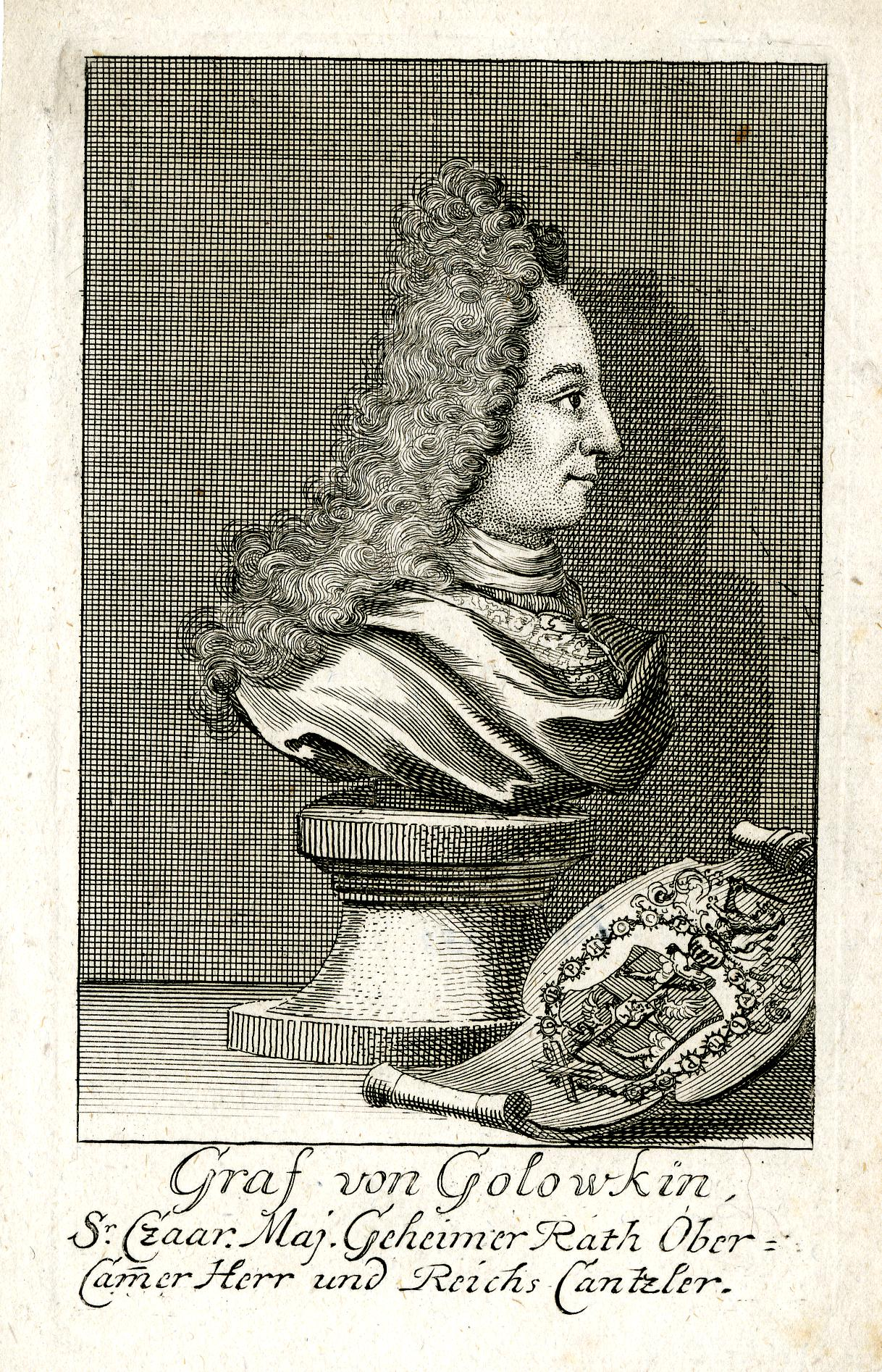
Портрет с гербом нач. XVIII в.

В 1707 году Головкин пытался добиться избрания дружественного России монарха Речи Посполитой, в 1708 году занимался украинскими делами. В частности, он поддержал преследование Кочубея, донёсшего на неверность Мазепы. В 1709 году на полтавском поле царь поздравил Головкина с присвоением нового для России чина канцлера. Убедившись в бесперспективности Прутского похода, Гаврила Иванович склонил царя перейти от военных действий к мирным переговорам.
Грамотой римского императора Иосифа I, от 1707 года, президент посольских дел Гавриил Иванович Головкин возведён, с нисходящим его потомством, в графское Священной Римской империи достоинство. Указом, от 15 (26) июля 1709 года, государственный канцлер, Священной Римской империи граф Гавриил Иванович Головкин возведён, с нисходящим его потомством, в графское Российского царства достоинство.
Головкин до самой смерти Петра продолжал курировать русскую дипломатию, хотя дела велись коллегиально вместе с Шафировым под общим руководством монарха. В переписке «великий канцлер» сохранял с царём былой наставнический тон. В общей сложности за канцлерство Головкина было заключено 55 международных договоров, причём Амстердамский трактат (1717) он подписал лично. После Ништадтского мира от имени Правительствующего сената просил Петра принять титул «Отца Отечества, Петра Великого, Императора Всероссийского».
В 1713 г. царь поручил Головкину заняться искоренением казнокрадства при распределении подрядов (государственного заказа). Как показало разбирательство, подряды на поставку провианта заключались по завышенным ценам и оформлялись на подставных лиц. Это приводило к незаконному обогащению и ряда других петровских сподвижников, среди которых фигурировал и сам Головкин.

## При преемниках Петра
После смерти Петра канцлер Головкин, состоя членом Верховного тайного совета, искусно лавировал в хитросплетениях придворных партий и в отличие от большинства других петровских сподвижников смог не только сохранить прежнее значение, но и приумножить огромное состояние, включавшее подмосковный дворец в селе Коньково и целый Каменный остров в Петербурге, помимо многих других имений.
В правление Екатерины I канцлер сумел сломить сопротивление других «верховников» и настоял на заключении русско-австрийского союза. Именно Головкину как человеку наиболее надёжному и беспристрастному императрица доверила своё духовное завещание, назначив его одним из опекунов малолетнего Петра II. По кончине отрока Головкин (1730 год) предал огню этот государственный акт, которым на случай бездетной кончины юного императора престол обеспечивался за дальнейшими потомками Петра I, и высказался в пользу Анны Иоанновны. Подписав «Кондиции», из-за вражды с князьями Долгорукими сам же просил императрицу о восприятии самодержавия.
Анна Иоанновна не забыла содействия, оказанного ей Головкиным при занятии престола. В это царствование он занял первенствующее положение в Кабинете министров. «Родившись сыном бедного дворянина, владевшего в Алексинском уезде всего пятью семействами крепостных, Головкин достиг графского достоинства двух империй и сделался владельцем 25 000 крестьян», — резюмирует головокружительную карьеру петровского канцлера П. В. Долгоруков.
Похоронен в Николаевской церкви Высоцкого монастыря в Серпухове

## Награды
- Орден Святого Андрея Первозванного (1703)
- De la Générosité[нем.] (орден Великодушия, Пруссия) (1707)
- Орден Белого орла (Речь Посполита) (1707)
- Орден Слона (Дания)
- Орден Святого Александра Невского (1725)

## Семья

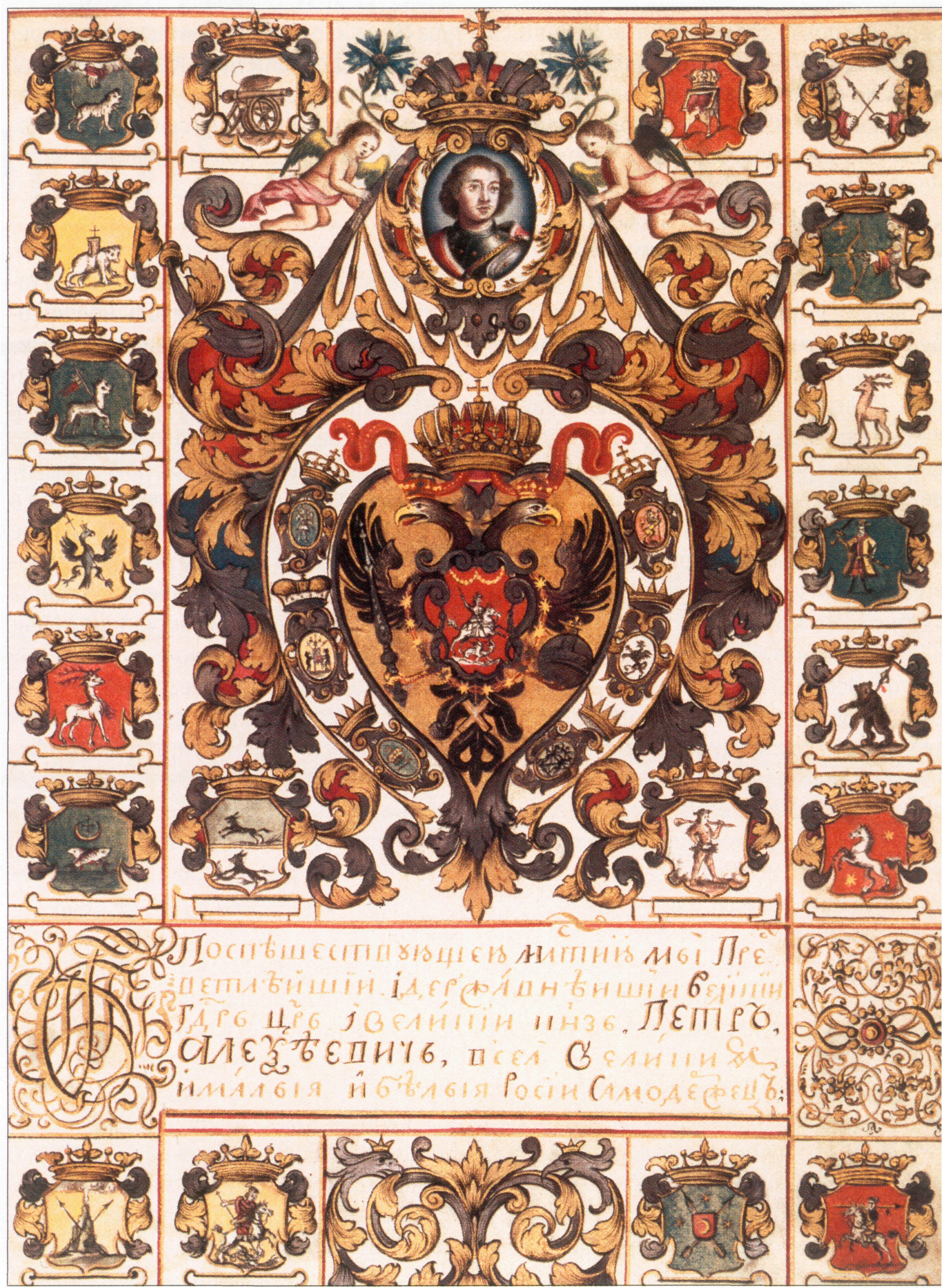
Жалованная грамота Петра I канцлеру Г. И. Головкину на вотчину. Титульный лист. 1711

От брака с Домной Андреевной, урождённой Дивовой, канцлер Головкин имел детей, которые сильно пострадали по Лопухинскому делу:
- Иван — посланник в Голландии;
- Наталья (1689—1726), замужем за князем И. Ф. Барятинским.
- Александр (ум. в 1760 году), дипломат, жил за границей;
- Михаил, вице-канцлер империи, умер в 1754 г. в сибирской ссылке.
- Анна — в замужестве Ягужинская, после второго брака Бестужева; по делу Натальи Лопухиной сослана в Якутск, где и умерла в 1751 г.
- Анастасия, первая жена фельдмаршала кн. Н. Ю. Трубецкого, у них сын Пётр.

## Отзывы современников
В своих записках испанский посол герцог Лирийский сообщает о нём:

...Старец почтенный во всех отношениях, осторожный и скромный; с образованностию и здравым рассудком соединял он в себе хорошие способности. Он любил свое отечество и хотя был привязан к старине, но не отвергал и введения новых обычаев, если видел, что они полезны; был привязан к своим государям, и его подкупить было невозможно, посему-то он держался при всех государях и в самых затруднительных обстоятельствах, потому что упрекнуть его нельзя было ни в чем.
Голштинский посланник Берхгольц оставил следующее свидетельство: «Головкин — высокий, очень худой человек, одевающийся как можно хуже, почти как лицо низшего сословия; он чаще всего носит старый костюм серого цвета». Главным украшением его дворца, по словам Берхгольца, был висевший на стене «огромный светло-русый парик», который канцлер из скупости надевал только по праздникам, рассказывая, что сын привёз его из-за границы вопреки отцовской воле. «Можно бы ещё много рассказать про его скаредность и, если он не превосходит „Скупца“ из французской комедии, то во всяком случае может с ним сравниться. У него старуха жена, которая ещё скупее его!»

## Киновоплощения
- Иван Уфимцев — сериал «Тайны дворцовых переворотов. Фильм 1. Завещание императора», 2000 год.
- Геннадий Юхтин — сериал «Тайны дворцовых переворотов». Фильмы 3—6, 2001—2003 гг.
- Александр Комиссаров — сериал «Тайны дворцовых переворотов. Фильм 7. Виват Анна Иоанновна», 2008 год.

## Память
- До затопления в 1956 году Куйбышевским водохранилищем существовало село Головкино, названное в его честь, ныне Головкинские острова;

Село Головчино Грайворонского района Белгородской области бывшие владения семьи Головкиных.